# جان اشلی
جان اَشلی (انگلیسی: John Ashley؛ ‏ ۲۵ دسامبر ۱۹۳۴ – ۳ اکتبر ۱۹۹۷) بازیگر اهل ایالات متحده آمریکا بود.
از فیلم‌ها یا برنامه‌های تلویزیونی که وی در آن نقش داشته‌است، می‌توان به بیکینی بیچ، هاد، هیولایی از خون، آتلانتیس ۲، چگونه یک بیکینی وحشی را پر کنیم، ساعت صفر!، واکر، رنجر تگزاس، سفر به مرکز زمین، غرب وحشی وحشی، اینک آخرالزمان، بیچ بلنکت بینگو و ماسل بیچ پارتی اشاره کرد.